# 納内駅
納内駅（おさむないえき）は、北海道深川市納内町字納内にある北海道旅客鉄道（JR北海道）函館本線の駅である。駅番号はA25。事務管理コードは▲120104。
かつては急行「かむい」が停車していた。現在は無人駅となっている。

## 歴史

### 年表
- 1898年（明治31年）7月16日：北海道官設鉄道の駅として開業。一般駅[1]。
- 1905年（明治38年）4月1日：官設鉄道（国有鉄道）に移管[1]。
- 1969年（昭和44年）10月1日：当駅 - 伊納間線路付け替え（神居古潭駅廃止）。
- 1981年（昭和56年）10月1日：同日のダイヤ改正で急行停車駅となる[3]。
- 1982年（昭和57年）11月15日：貨物扱い廃止[1]。
- 1984年（昭和59年）
  - 2月1日：荷物扱い廃止[1]。
  - 11月10日：駅員無配置駅となる[4]。
- 1987年（昭和62年）4月1日：国鉄分割民営化により、北海道旅客鉄道（JR北海道）の駅となる[1]。
- 1998年（平成10年）11月1日：駅舎改築[5]。
- 2024年（令和6年）3月16日：ICカード「Kitaca」の利用が可能となる[6][7][8]。

### 駅名の由来
当駅の所在する地名より。アイヌ語の「オサナンケプ」（川尻にてヨシを刈るところ）、あるいは「オサラウンナイ（オサルンナイ）」（川尻に・ヨシ原・のある・川）のいずれかの転訛とされる。

## 駅構造

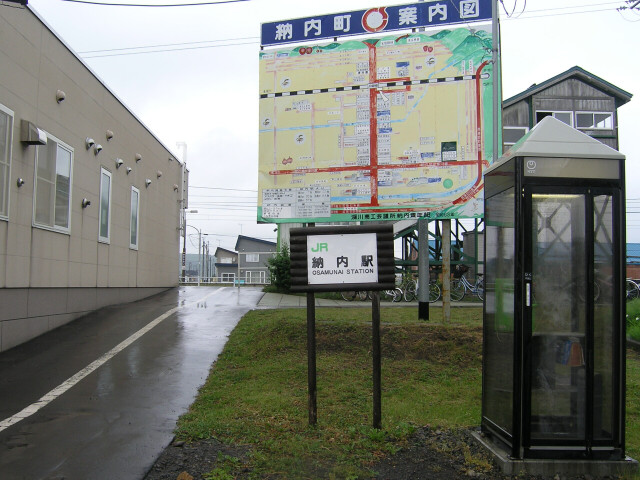
ホームへの通路（2004年6月）

2面2線の相対式・島式ホームを持つ地上駅。2番のりばとは跨線橋で結ばれている。かつては電化開業まで当駅から先神居古潭駅を経由して近文駅までが単線であり、下り線旭川方面への列車が待避を行う関係で2面3線であったが、主に旭川方面への通過線として設置されていた旧2番線が撤去され、芦別線（未成線）や普通列車の待避用に設けられていた3番線を2番線として運用となり、その後深川寄りの蝦名林業（現在は廃業）への木材搬入用に設置されていた貨物用の側線・北側の農産物貨物専用側線が撤去されており、その後北側の踏切も側線があった位置に南へ数メートル程度移設されている。
現在の駅舎は旧駅舎を取り壊した上で1998年（平成10年）11月に新築されたもので、待合室のほか深川市役所納内支所や多目的ホールを併設している。
旧駅舎が存在していた頃は、簡易委託駅として駅舎前の商店で乗車券（近距離乗車券は硬券、長距離乗車券は軟券）を販売していた時期もあったが、新駅舎が建設される前に完全な無人駅となっている。
当駅は芦別線の分岐駅となる計画だった。芦別〜石狩新城間の路盤が完成したが、石狩新城〜納内間は測量と一部の用地買収を行っただけで、未成線に終わっている。

### のりば
| 番線 | 路線      | 方向 | 行先             |
| ---- | --------- | ---- | ---------------- |
| 1    | ■函館本線 | 上り | 滝川・岩見沢方面 |
| 2    | ■函館本線 | 下り | 旭川方面         |

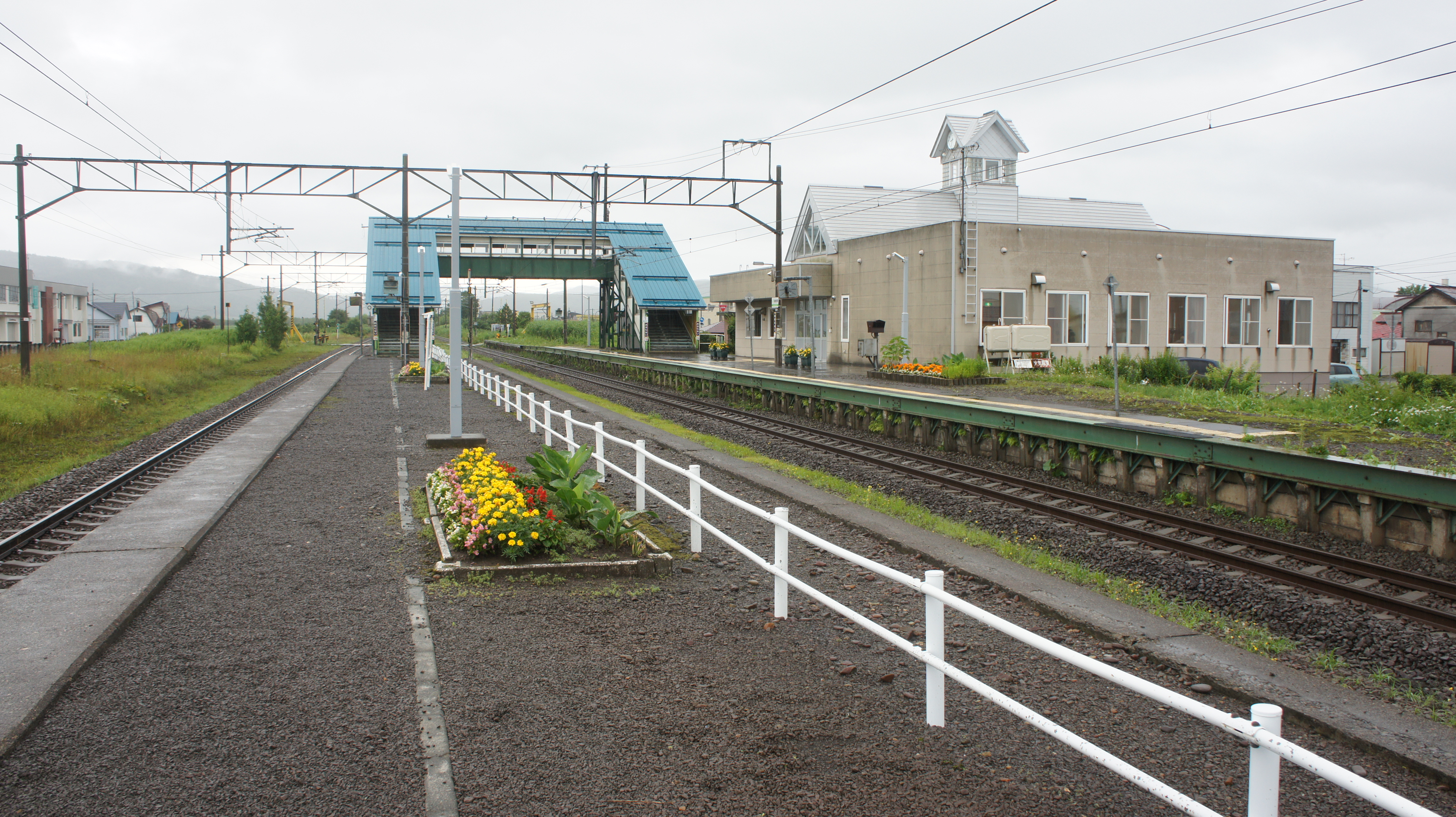
ホーム（2017年7月）
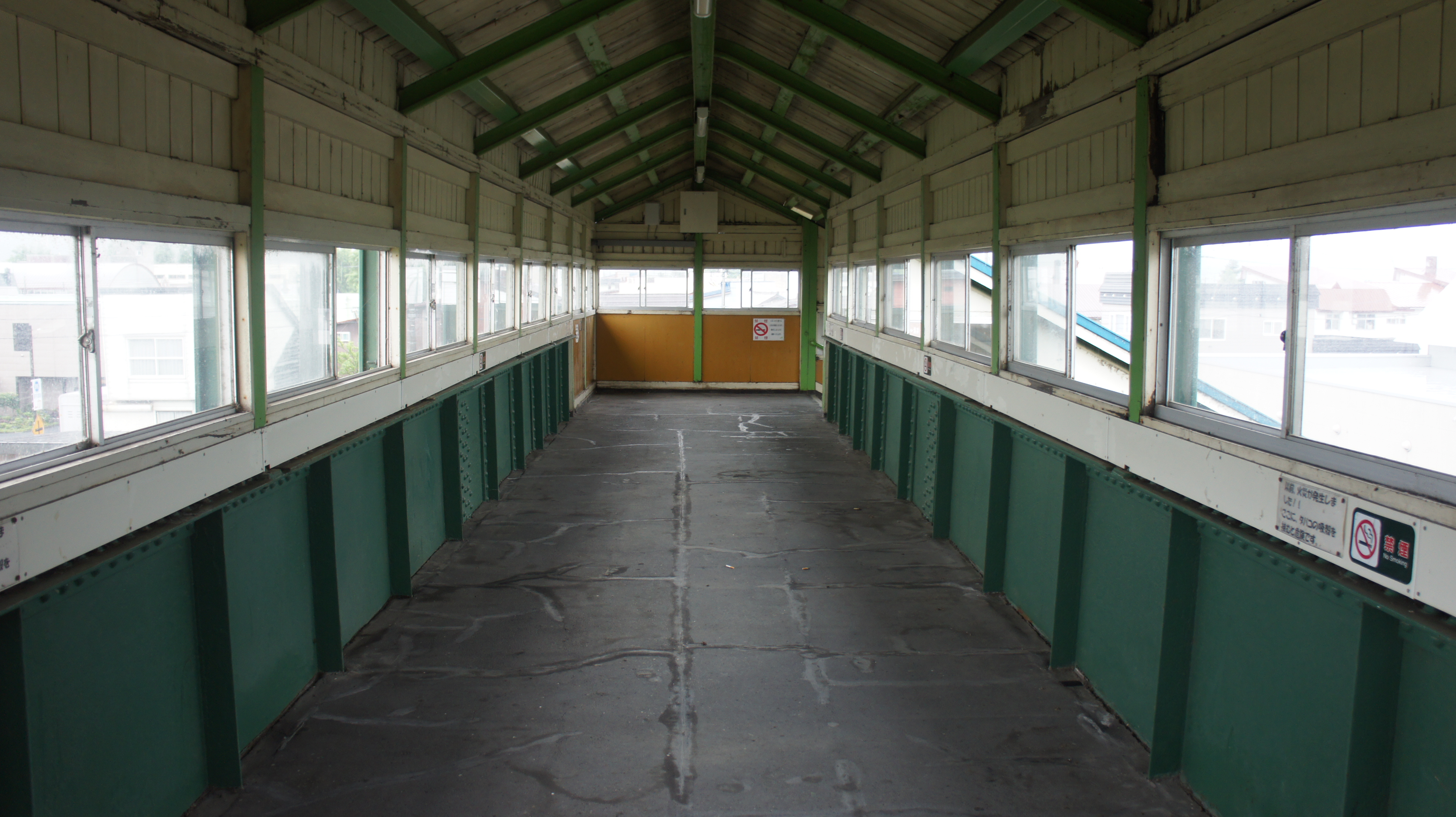
跨線橋（2017年7月）

## 利用状況
乗車人員の推移は以下のとおり。
| 年度               | 乗車人員 | 乗車人員 | 出典   | 備考 |
| 年度               | 年間     | 1日平均  | 出典   | 備考 |
| ------------------ | -------- | -------- | ------ | ---- |
| 1967年（昭和42年） | 172,202  | 470      | [ 10 ] |      |
| 1968年（昭和43年） | 144,739  | 397      | [ 10 ] |      |
| 1969年（昭和44年） | 123,026  | 337      | [ 10 ] |      |
| 1970年（昭和45年） | 125,573  | 344      | [ 10 ] |      |
| 1971年（昭和46年） | 47,439   | 130      | [ 10 ] |      |
| 1972年（昭和47年） | 121,403  | 333      | [ 10 ] |      |
| 1973年（昭和48年） | 111,593  | 306      | [ 10 ] |      |
| 1974年（昭和49年） | 126,061  | 346      | [ 10 ] |      |
| 1975年（昭和50年） | 118,201  | 323      | [ 10 ] |      |
| 2011年（平成23年） |          | 56       | [ 11 ] |      |
| 2012年（平成24年） |          | 66       | [ 11 ] |      |
| 2013年（平成25年） |          | 68       | [ 11 ] |      |
| 2014年（平成26年） |          | 52       | [ 11 ] |      |

## 駅周辺
- 深川市役所納内支所（駅舎に併設）
- 深川警察署納内駐在所
- 納内郵便局
- 北空知信用金庫納内支店
- きたそらち農業協同組合（JAきたそらち）納内支所
- クラーク記念国際高等学校
- 空知中央バス「納内」バス停[12]
- 北海道道916号湯内内園線

## 隣の駅
北海道旅客鉄道（JR北海道）
■函館本線
深川駅 (A24) - 納内駅 (A25) - *神居古潭駅 - *（春志内信号場） - *伊納駅 (A26) - 近文駅 (A27)
*打消線は廃駅および廃止信号場